# Springboard

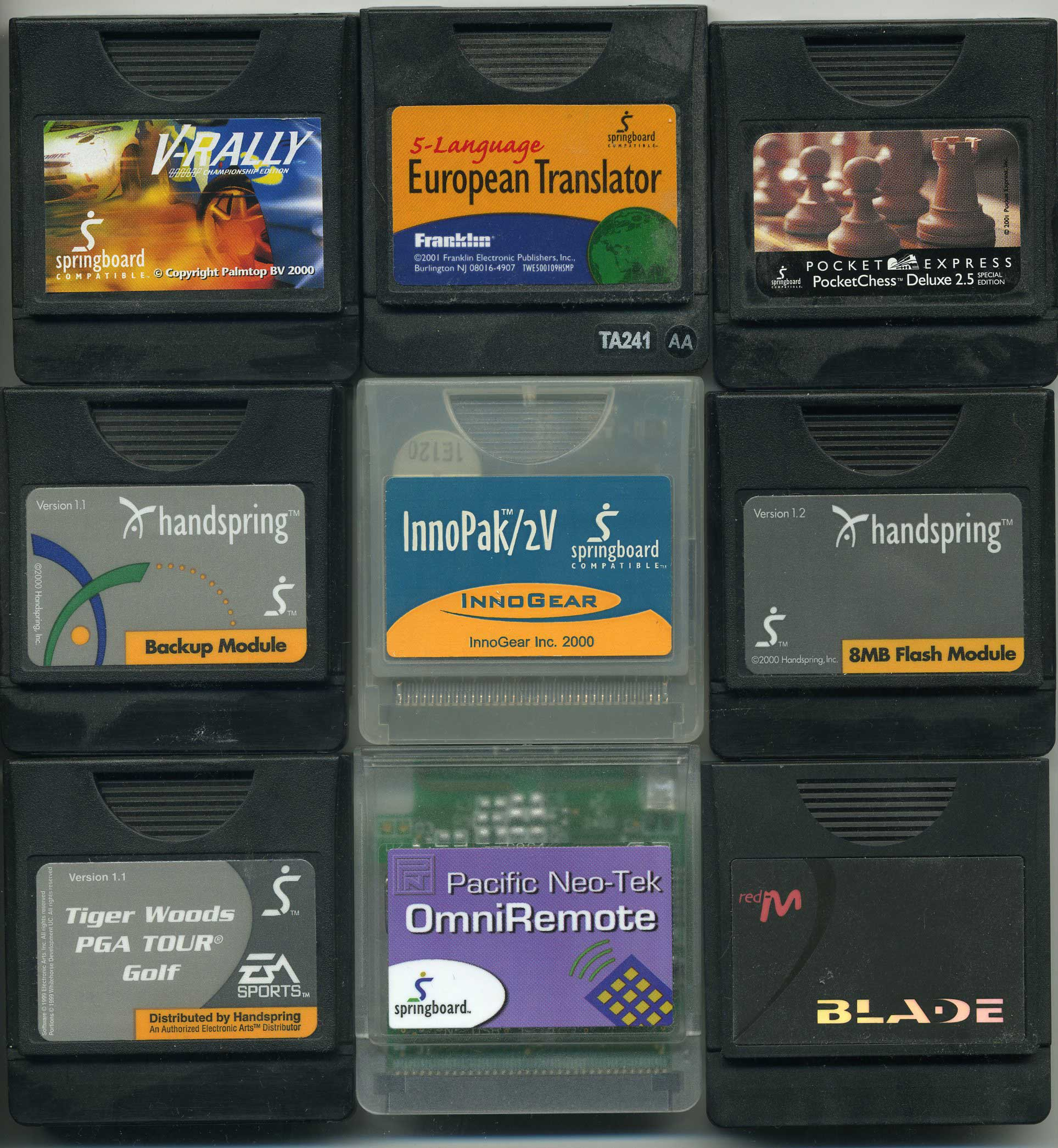
Module für den Springboard Erweiterungssteckplatz des Handspring Visor

Der Springboard Expansion Slot ist eine Schnittstelle zum Anschluss von Peripheriegeräten an PDAs der Marke Visor von Handspring.
Der von Handspring entwickelte Springboard-Slot führte den Adress- und den Datenbus der damaligen DragonBall-Prozessoren auf Peripherie heraus. Der Slot wurde 1999 mit dem Visor eingeführt; dieser war damit der erste erweiterbare Palm-OS-PDA. Für diese Innovation erhielt Handspring den „Annual Award 1999“ in der Kategorie Handhelds der Zeitschrift PC Magazine.
Für den Slot wurden einige Peripheriegeräte („Springboards“ genannt) produziert, beispielsweise Kameras, Modems und Adapter für Speicherkarten. Da er jedoch sehr groß war, fand er außerhalb der Visor-Serie keine Verwendung.
Springboard kann als offener Steckplatz beschrieben werden, der dafür ausgelegt ist, eine Vielzahl von Plug-and-Play-Modulen aufzunehmen, die eine bestimmte Funktionalität hinzufügen, z. B. Fotografieren oder Digitale Musikwiedergabe auf allen Visor-Handheld-Computern von Handspring.
Die drei wichtigsten Unterscheidungsmerkmale:
1. Plug-and-Play – die gesamte Software, die zur Verwendung eines Springboard-Erweiterungsprodukts („Modul“) erforderlich ist, ist im Modul selbst enthalten. Jegliche erforderliche Software lädt sich beim Einstecken automatisch auf das Handheld und startet bei Bedarf. Es müssen keine zusätzliche Software oder Treiber installiert werden – der Anwender steckt einfach ein Modul ein und kann es sofort nutzen. Und da der Springboard-Steckplatz eine direkte Verbindung zum Handheld-Systembus bereitstellt, können Software und Dienste vom Modul „an Ort und Stelle“ ausgeführt werden, ohne dass Anwendungen in den Systemspeicher übertragen werden müssen, was eine schnelle und nahtlose Benutzererfahrung bietet.
2. Flexible Energieverwaltung – Springboard ist eine Plattform, die Mittel zur flexiblen Energieverwaltung bietet. Der Springboard-Steckplatz kann bei Bedarf Module mit Strom versorgen, die keine eigene Stromquelle enthalten, und ist auch in der Lage, Module mit Strom zu laden, während sich das Visor in seiner Ladestation befindet. Dies ist besonders wichtig für Produkte, die eine erhöhte Leistung benötigen, wie z. B. Mobilfunkgeräte für die Sprach- und Datenkommunikation.
3. Offenes Design – der Springboard-Steckplatz ist physisch offen, sodass Erweiterungsprodukte elegant über die Größe des Steckplatzes hinausgehen können. Dies ermöglicht es Entwicklern, Anforderungen wie Antennen, Batterien, Lautsprecher oder Kopfhörerbuchsen und Funktionstasten einfach bereitzustellen, ohne Designstandards zu opfern oder die Fähigkeiten des Moduls einzuschränken." (Übersetzung aus: The Springboard platform, Whitepaper, Handspring, March 2001)